# Савона
Савона (итал. Savona) град је у северозападној Италији. Град је средиште истоименог округа Савона у оквиру италијанске покрајине Лигурија.

## Природне одлике
Град Савона је смештен у подручју Ђеновског залива, дела Тиренског мора. Град се сместио у невеликој приморској долини на ушћу речице Имперо у море. Изнад долине се стрмо издижу Лигуријски Алпи.

## Географија
| Клима (Савона)             | Клима (Савона) | Клима (Савона) | Клима (Савона) | Клима (Савона) | Клима (Савона) | Клима (Савона) | Клима (Савона) | Клима (Савона) | Клима (Савона) | Клима (Савона) | Клима (Савона) | Клима (Савона) | Клима (Савона) |
| Показатељ \ Месец          | .Јан.          | .Феб.          | .Мар.          | .Апр.          | .Мај.          | .Јун.          | .Јул.          | .Авг.          | .Сеп.          | .Окт.          | .Нов.          | .Дец.          | .Год.          |
| -------------------------- | -------------- | -------------- | -------------- | -------------- | -------------- | -------------- | -------------- | -------------- | -------------- | -------------- | -------------- | -------------- | -------------- |
| Средњи максимум, °C (°F)   | 10,3 (50,5)    | 11,6 (52,9)    | 14,2 (57,6)    | 17,6 (63,7)    | 20,9 (69,6)    | 25,0 (77)      | 28,0 (82,4)    | 27,8 (82)      | 24,7 (76,5)    | 20,1 (68,2)    | 14,7 (58,5)    | 11,6 (52,9)    | 28 (82,4)      |
| Средњи минимум, °C (°F)    | 4,6 (40,3)     | 5,2 (41,4)     | 7,6 (45,7)     | 10,5 (50,9)    | 13,8 (56,8)    | 17,3 (63,1)    | 20,1 (68,2)    | 20,0 (68)      | 17,6 (63,7)    | 13,5 (56,3)    | 8,6 (47,5)     | 5,8 (42,4)     | 4,6 (40,3)     |
| Количина падавина, mm (in) | 73 (28,7)      | 78 (30,7)      | 93 (36,6)      | 67 (26,4)      | 71 (28)        | 40 (15,7)      | 21 (8,3)       | 49 (19,3)      | 71 (28)        | 106 (41,7)     | 97 (38,2)      | 60 (23,6)      | 826 (325,2)    |
| [ тражи се извор ]         |                |                |                |                |                |                |                |                |                |                |                |                |                |

## Становништво
Према резултатима пописа становништва 2011. у општини је живело 60.661 становника.
| 1931.  | 1936.  | 1951.  | 1961.  | 1971.  | 1981.  | 1991.  | 2001.  | 2011.  |
| ------ | ------ | ------ | ------ | ------ | ------ | ------ | ------ | ------ |
| 60.900 | 64.195 | 67.801 | 72.110 | 79.809 | 75.353 | 67.177 | 59.907 | 60.661 |

Савона данас има преко 60.000 становника, махом Италијана. Током протеклих деценија у град се доселило много досељеника из иностранства.

## Галерија
- Тврђава са старим градом
- Трг Мамели
- Савремена архитектура у граду
- Градско позориште

## Градови побратими
- Филинген-Швенинген
- Саона
- Бајамо
- Маријупољ